# Mellrichstadt
Mellrichstadt este un oraș din Franconia Inferioară, landul Bavaria, Germania.

## Istoric
- 1078: Bătălia de la Mellrichstadt